# 손태영 (1960년)
손태영(孫泰英, 1960년 7월 8일~)은 대한민국의 제11대 경상남도의원이며, 제4·5·7·8대 경상남도 의령군의원이었다.

## 학력
- 궁류국민학교 졸업
- 의동중학교 (폐교) 졸업
- 창녕공업고등학교 졸업
- 마산대학교 유통정보학과 졸업

## 경력
- 경상남도 의령군·함안군 한나라당 궁류면 협의회 회장
- 의령군 자유총연맹 청년회 부회장
- 궁류초등학교 운영위원장
- 한나라당 경남도당 의령군 당원협의회 운영위원
- 새마을지도자 궁류면 협의회 회장
- 새마을지도자 의령군 협의회 회장
- 궁류면 봉황청년회 회장
- 의동중학교 총동창회 감사
- 의령군 생활체육협의회 이사
- 유한회사 삼성택시 대표 이사
- 2002.12 ~ 2006.06 제4대 경상남도 의령군의회 의원
- 2002.12 ~ 2004.07 제4대 경상남도 의령군의회 전반기 자치행정위원회 위원
- 2004.07 ~ 2006.06 제4대 경상남도 의령군의회 후반기 자치행정위원회 위원
- 2004.07 ~ 2006.06 제4대 경상남도 의령군의회 후반기 예산결산특별위원회 위원
- 2006.07 ~ 2010.06 제5대 경상남도 의령군의회 의원
- 2006.07 ~ 2008.07 제5대 경상남도 의령군의회 전반기 부의장
- 2006.07 ~ 2008.07 제5대 경상남도 의령군의회 전반기 의안심사특별위원회 위원
- 2006.07 ~ 2008.07 제5대 경상남도 의령군의회 전반기 예산결산특별위원회 위원
- 2008.07 ~ 2010.06 제5대 경상남도 의령군의회 후반기 자치행정위원회 위원
- 2008.07 ~ 2010.06 제5대 경상남도 의령군의회 후반기 의안심사특별위원회 위원장
- 사이버대학 사회복지학 전공
- 사회복지사 2급 자격증 취득
- 2008.10.07 요양보호사 1급 자격증 취득
- 2014.07 ~ 2018.06 제6대 경상남도 의령군의회 의원
- 2014.07 ~ 2016.07 제6대 경상남도 의령군의회 전반기 운영위원회 위원
- 2014.07 ~ 2016.07 제6대 경상남도 의령군의회 전반기 산업건설위원회 위원
- 2014.07 ~ 2016.07 제6대 경상남도 의령군의회 전반기 예산결산특별위원회 위원장
- 2016.07 ~ 2018.06 제6대 경상남도 의령군의회 후반기 자치행정위원회 위원
- 의령군 발전협의회 이사
- 의령군 재향군인회 이사
- 궁류면 농촌지도자 회장
- 2018.07 ~ 2021.02 제7대 경상남도 의령군의회 의원
- 2018.07 ~ 2020.07 제7대 경상남도 의령군의회 전반기 의장
- 2020.07 ~ 2021.02 제7대 경상남도 의령군의회 후반기 자치행정위원회 위원
- 2020.07 ~ 2021.02 제7대 경상남도 의령군의회 후반기 산업건설위원회 위원
- 2020.07 ~ 2021.02 제7대 경상남도 의령군의회 후반기 예산결산특별위원회 위원장
- 2021.04 ~ 2022.06 제11대 경상남도의회 의원
- 2021.04 ~ 2022.06 제11대 경상남도의회 후반기 농해양수산위원회 위원
- 제11대 경상남도의회 후반기 운영위원회 위원
- 제11대 경상남도의회 후반기 예산결산특별위원회 위원(교육청)

## 수상
- 경상남도지사 포상
- 경상남도 새마을회장 봉사대상
- 한국자유총연맹 경상남도 자유총연맹 회장상
- 행정자치부장관 수상
- 대통령 표창 수상

## 역대 선거 결과
|  | 55.7% |

|  | 20.49% |

|  | 22.79% |

|  | 0% |

|  | 34.85% |

|  | 61.76% |